# 5071 Schoenmaker
5071 Schoenmaker este un asteroid din centura principală de asteroizi.

## Descriere
5071 Schoenmaker este un asteroid din centura principală de asteroizi. A fost descoperit pe 30 septembrie 1973 la Observatorul Palomar de Cornelis Johannes van Houten, Ingrid van Houten-Groeneveld și Tom Gehrels. Asteroidul prezintă o orbită caracterizată de o semiaxă mare de 3,19 ua, o excentricitate de 0,18 și o înclinație de 10,1° în raport cu ecliptica.